# 亚历山大·谢尔盖耶维奇·雅科夫列夫
亚历山大·谢尔盖耶维奇·雅科夫列夫（羅馬化：Aleksander Sergeyevich Yakovlev；1906年4月1日—1989年8月22日），苏联飞机设计师。他建立了以他名字命名的雅科夫列夫设计局。

## 生平
他是苏联航空模型，空中滑翔，航空运动的创立者，1924年制造出 AVF-10，并在1927年制造出超轻型飞机AIR-1。这些是他第一批用于运动和训练的飞行器。
他从1924年开始担任技术员工作，继而进入茹科夫斯基空军工程学院。1931年他成为一名航空工程师，在1932年成功的建立了他的第一个轻型飞机设计院，也就是雅科夫列夫设计局的前身，1935年成该设计局的首席飞行器设计师。
1940年—1946年担任航空工业部副部长。
他在1943年成为苏联科学院通讯院士，1946年和1957年两次获得社会主义劳动英雄称号。1946年获得空军少将军衔。1976年成为苏联科学院院士。雅科夫列夫于1984年8月21日退休。

## 荣誉
雅科夫列夫在其设计生涯中获得了无数的荣誉：
- 苏联最高苏维埃代表
- 列寧獎（1972）
- 斯大林奖（1941、1942、1943、1946、1947、1948）
- 苏联国家奖（1977）
- 十次列宁勋章
- 十月革命勋章
- 两次红旗勋章
- 一二级苏沃洛夫勋章
- 两次一级卫国战争勋章
- 红旗勋章
- 红星勋章
- 勞動紅旗勳章
- 法國榮譽軍團勳章